# Bradysia gratiosa
Bradysia gratiosa är en tvåvingeart som beskrevs av Menzel 1995. Bradysia gratiosa ingår i släktet Bradysia och familjen sorgmyggor.
Artens utbredningsområde är Nepal. Inga underarter finns listade i Catalogue of Life.